# Pierre Durand
Pierre Durand (ur. 16 lutego 1955 w Saint-Seurin-sur-l’Isle) – francuski jeździec sportowy. Dwukrotny medalista olimpijski z Seulu.
Startował w skokach przez przeszkody. Igrzyska w 1988 były jego drugą olimpiadą, wcześniej startował w IO 84. W Seulu triumfował w konkursie indywidualnym i zajął trzecie miejsce w konkurencji drużynowej. Partnerowali mu Hubert Bourdy, Frédéric Cottier i Michel Robert. Startował na koniu Jappeloup de Luze. Był drużynowym mistrzem świata  w 1990, cztery lata wcześniej sięgnął w tej konkurencji po brąz. W 1987 został indywidualnym mistrzem Europy, a w konkursie drużynowym srebrnym medalistą. Srebro w drużynie wywalczył również w 1989. W 1982 i 1986 był indywidualnym mistrzem Francji.